# Giulio Neri
Giulio Neri (21 de mayo de 1909 – 21 de abril de 1958) fue un cantante de ópera, con voz de bajo, de nacionalidad italiana.

## Biografía
Nacido en Torrita di Siena, Italia, cantaba en su ciudad siendo todavía muy joven, y en Siena fue descubierto por un noble que pagó sus estudios.
Venció un premio en el Maggio Musicale Fiorentino y estudió en Roma, en la escuela del Teatro de la Ópera de Roma, debutando en 1935 en Castelfiorentino con La favorita. En 1938 actuó por vez primera en Roma, siendo pronto el primer bajo del Teatro Reale.
Cantó en numerosos teatros italianos y extranjeros, entre ellos la Metropolitan Opera House de Nueva York, el Gran Teatro del Liceo de Barcelona, la Royal Opera House de Londres, y otros muchos en Suiza, Portugal, Brasil o Argentina. En 1945 interpretó junto a Beniamino Gigli, Maria Caniglia y Miriam Pirazzini una histórica representación del Requiem de Giuseppe Verdi, dirigida por el maestro Tullio Serafin, en el Belvedere de la Ciudad del Vaticano.
De voz oscura y atronadora, de auténtico bajo profundo, interpretó con gran maestría muchos papeles de bajo serio y dramático, adaptándose también en los tonos más graves de la voz masculina (do grave e incluso si grave). Mefistófeles fue su ópera preferida, además de los papeles de Baldassarre en La Favorita, el Gran Inquisidor en Don Carlos, Sparafucile en Rigoletto, Ramfis en Aida y Basilio en El barbero de Sevilla.
Neri cantó en obras de Wagner, Rossini (El barbero de Sevilla, Le Siège de Corinthe, Guillermo Tell, Mosè in Egitto), Modest Músorgski, Felice Lattuada (La tempesta), Ennio Porrino (Gli Orazi), Gaspare Spontini (La vestale), Stravinsky (El ruiseñor), Claudio Monteverdi (La fábula de Orfeo), Hector Berlioz, Franco Alfano (Sakùntala), Charles Gounod (Fausto), Amilcare Ponchielli (La Gioconda), Pietro Mascagni (Iris), Licinio Refice (Cecilia, Margherita da Cortona), Lodovico Rocca (Il Dibuk), Jules Massenet (Manon), Aleksandr Borodín (El príncipe Ígor).
También fue intérprete de varias producciones cinematográficas, entre ellas Puccini (1953), Mi permette, babbo! (1956), película en la que actuaba como él mismo, y Aida (1953), film en el que encarnó a Ramfis.
Casado con la bailarina clásica Laura Lauri y padre de dos hijos, Giulio Neri falleció a causa de un infarto agudo de miocardio en Roma, Italia. Tenía 48 años de edad.

## Discografía

### Grabaciones en estudio
- Rigoletto (película) - Tito Gobbi, Marcella Govoni (voz de Lina Pagliughi), Mario Filippeschi, Giulio Neri – Director musical Tullio Serafin - 1946 Première Opera/Bongiovanni
- La fuerza del destino (película) - Caterina Mancini, Galliano Masini, Tito Gobbi, Giulio Neri, Cloe Elmo – Director musical Gabriele Santini - 1949 BCS
- Aida - Caterina Mancini, Mario Filippeschi, Giulietta Simionato, Rolando Panerai, Giulio Neri - Dir. Vittorio Gui - 1951 Cetra
- Don Carlos - Mirto Picchi, Nicola Rossi-Lemeni, Maria Caniglia, Paolo Silveri, Ebe Stignani, Giulio Neri - Dir. Fernando Previtali - 1951 Cetra
- La Gioconda - Maria Callas, Gianni Poggi, Paolo Silveri, Fedora Barbieri, Giulio Neri - Dir. Antonino Votto - 1952 Cetra
- Mefistófeles - Giulio Neri, Gianni Poggi, Rosetta Noli, Simona Dall'Argine - Dir. Franco Capuana - 1952 Urania/ried. Preiser
- Mefistófeles - Giulio Neri, Ferruccio Tagliavini, Marcella Pobbe, Ebe Ticozzi - Dir. Angelo Questa - 1954 Cetra
- Rigoletto - Giuseppe Taddei, Lina Pagliughi, Ferruccio Tagliavini, Giulio Neri - Dir. Angelo Questa - 1954 Cetra
- La favorita - Fedora Barbieri, Gianni Raimondi, Carlo Tagliabue, Giulio Neri - Dir. Angelo Questa - 1954 Cetra
- Don Carlos - Mario Filippeschi, Boris Christoff, Antonietta Stella, Tito Gobbi, Elena Nicolai, Giulio Neri,- Dir. Gabriele Santini - 1954 HMV
- Aida - Maria Curtis Verna, Franco Corelli, Miriam Pirazzini, Giangiacomo Guelfi, Giulio Neri - Dir. Angelo Questa - 1956 Cetra

### Grabaciones en directo
- La bohème - Renata Tebaldi, Giacomo Lauri Volpi, Tito Gobbi, Elisa Ribetti, Giulio Neri - Dir. Gabriele Santini - 1951 Nápoles - CLS/GOP
- La fuerza del destino (selec.)  - Beniamino Gigli, Elisabetta Barbato, Enzo Mascherini, Giulio Neri - Dir. Antonino Votto - 1951 Río de Janeiro - HRE/SRO
- Norma - Maria Pedrini, Ebe Stignani, Gino Penno, Giulio Neri - Dir. Francesco Molinari Pradelli - 1952 Nápoles - Melodram/Gala
- Rigoletto - Giuseppe Taddei, Agnes Ayres, Giacinto Prandelli, Giulio Neri - Dir. Mario Rossi - Milán-RAI 1952 - Lyric Distribution
- Aida - Renata Tebaldi, Gino Penno, Ebe Stignani, Ugo Savarese, Giulio Neri, Dir. Tullio Serafin - Nápoles 1953 ed. Edizione Lirica/Lyric Distribution
- La bohème - Renata Tebaldi, Gianni Poggi, Manuel Ausensi, Ornella Rovero, Giulio Neri - Dir. Ugo Rapalo - Barcelona 1954 - Premiere Opera
- Don Sebastián, rey de Portugal - Gianni Poggi, Enzo Mascherini, Giulio Neri, Dino Dondi, Fedora Barbieri - Dir. Carlo Maria Giulini - 1955 Florencia - Cetra/MRF/Walhall
- Las vísperas sicilianas - Anna De Cavalieri, Mario Filippeschi, Giangiacomo Guelfi, Giulio Neri, dir. Tullio Serafin - 1955 Nápoles - Bongiovanni
- La fuerza del destino - Renata Tebaldi, Giuseppe Di Stefano, Giangiacomo Guelfi, Giulio Neri - Dir. Gabriele Santini - 1956 Florencia - Paragon /Myto
- Iris - Magda Olivero, Salvatore Puma, Giulio Neri, dir. Angelo Questa - 1956 RAI - Cetra
- Norma - Anita Cerquetti, Miriam Pirazzini, Franco Corelli, Giulio Neri - Dir. Gabriele Santini - 1958 Roma - Myto/Living Stage